# Küss ihn, nicht mich!
Küss ihn, nicht mich! (jap. 私がモテてどうすんだ, Watashi ga Motete Dōsunda, dt. etwa: „Ich bin plötzlich beliebt, was nun?“) mit dem englischen Nebentitel Boys, please kiss him instead of me, ist eine Mangaserie von Junko, die seit 2013 in Japan erscheint. Zur in mehrere Sprachen übersetzten Serie wurde 2016 eine Anime-Fernsehserie produziert und bereits 2015 erschien eine Adaption als Hörspiel.

## Inhalt
Die übergewichtige Oberschülerin Kae Serinuma ist nicht sehr beliebt an ihrer Schule, hat nur eine gute Freundin und die Jungs interessieren sich nicht für sie. Doch Kae – Otaku und Yaoi-Fan – stört das nicht, denn sie stellt sich lieber vor, wie die gutaussehenden Jungs sich ineinander verlieben. Als eines Tages ihr Lieblingscharakter in einer Fernsehserie stirbt, ist sie so verzweifelt, dass sie eine Woche nichts isst. So nimmt sie mit einem Mal deutlich ab, wird schlank und attraktiv und als sie wieder in die Schule kommt, interessieren sich plötzlich ihre Klassenkameraden für sie – allen voran die bestaussehenden der Schule: Yūsuke Igarashi, Nozomu Nanashima, Hayato Shinomiya und Asuma Mutsumi. Doch anstatt dass die vier ihr den Hof machen, würde Kae lieber sehen wie sie miteinander flirten.

## Veröffentlichung
Ab dem 13. April 2013 (Ausgabe 5/2013) erschien die Serie im Magazin Bessatsu Friend des Verlags Kodansha. Am 13. Februar 2018 wurde die Serie abgeschlossen. Die Kapitel wurden auch in insgesamt 14 Sammelbänden zusammengefasst, von denen sich einige über 55.000 mal verkauften. 2016 erhielt der Manga beim Kōdansha-Manga-Preis die Auszeichnung für die beste Shōjo-Serie.
Eine deutsche Übersetzung wurde von April 2016 bis Februar 2019 von Kazé Manga mit allen Bänden veröffentlicht. Der Manga erscheint auch auf Englisch, Italienisch, Polnisch, Chinesisch und Französisch.

## Hörspiel
Mit dem fünften Sammelband erschien in Japan als Beilage auch ein Hörspiel, das das erste Kapitel der Serie und eine Bonusgeschichte umfasst. Die limitierte Fassung des siebten Bands enthielt eine weitere Hörspielepisode. Die Sprecher sind:
| Rolle            | japanischer Sprecher (Seiyū) |
| ---------------- | ---------------------------- |
| Hayato Shinomiya | Hiroshi Kamiya               |
| Yūsuke Igarashi  | Yoshimasa Hosoya             |
| Asuma Mutsumi    | Takahiro Sakurai             |
| Nozomu Nanashima | Tatsuhisa Suzuki             |
| Kae Serinuma     | Kana Hanazawa                |
| Shima Nishina    | Chinatsu Akasaki             |

## Anime-Adaption
2016 entstand beim Studio Brain’s Base eine Adaption des Mangas als Anime-Fernsehserie. Regie führte Hiroshi Ishiodori und Hauptautor war Michiko Yokote. Das Charakterdesign entwarf Kazuhiko Tamura und die künstlerische Leitung lag bei Michiko Morokuma. 
Seit dem 6. Oktober 2016 wird die Serie von BS-TBS in Japan gezeigt. Eine untertitelte Fassung wird von Crunchyroll per Streaming veröffentlicht, während Funimation eine englisch synchronisierte Version über das Internet veröffentlicht. Auf Deutsch erscheint die Serie seit Oktober 2017 auf DVD bei Kazé Deutschland.

### Synchronisation
| Rolle            | japanischer Sprecher (Seiyū) | deutscher Sprecher     |
| ---------------- | ---------------------------- | ---------------------- |
| Hayato Shinomiya | Yoshitsugu Matsuoka          | Julian-Elias Henneberg |
| Yūsuke Igarashi  | Yūki Ono                     | Jesse Grimm            |
| Asuma Mutsumi    | Nobunaga Shimazaki           | Daniel Schütter        |
| Nozomu Nanashima | Keisuke Koumoto              | Flemming Stein         |
| Kae Serinuma     | Yū Kobayashi                 | Franciska Friede       |
| Shima Nishina    | Miyuki Sawashiro             | Leonie Landa           |

### Musik
Die Musik der Serie komponierte Ruka Kawada. Der Vorspann ist unterlegt mit dem Lied Prince×Prince von From4to7 und der Abspanntitel ist Doki Doki no Kaze (ドキドキの風) von Rie Murakawa.